# Wikariat apostolski El Beni
Wikariat apostolski El Beni (łac. Apostolicus Vicariatus Benensis) – wikariat apostolski Kościoła rzymskokatolickiego w Boliwii. Jest podległy bezpośrednio Stolicy Apostolskiej. Został erygowany 1 grudnia 1917.

## Administratorzy
- Ramón Calvó y Martí OFM (1919 – 1926)
- Pedro Francisco Luna Pachón OFM (1926 – 1953)
- Carlos Anasagasti Zulueta OFM (1953 – 1986)
- Julio María Elías Montoya OFM (1986 – 2020)
- Aurelio Pesoa Ribera (od 2021)